# Sosnovskoïe
Ne pas confondre avec Sosnovka (oblast de Kirov).
Sosnovskoïe est un okroug municipal sous la juridiction de Saint-Pétersbourg dans le district de Vyborg.

## Histoire
Au XIXe siècle, Sosnovkoïe était un terrain vague peu fréquenté qui servait parfois de rendez-vous pour les duels : en 1840, le poète russe Mikhaïl Lermontov s'y bat en duel contre le fils de l'ambassadeur de France Prosper de Barante. Aucun n'est blessé mais cet incident vaut à Lermontov un exil dans le Caucase.
En 1893, une partie du terrain est achetée par le maire Vladimir Ratkov-Rojnov, actionnaire des mines d'or de la Léna, qui, à sa mort en 1913, le lègue à son fils Anani et sa fille Olga.
Entre 1942 et 1945, pendant la Seconde Guerre mondiale lors du siège de Léningrad, le parc est aménagé en base des Forces aériennes soviétiques.
Dans les années 1960, le terrain est converti en parc, installations sportives et jardins maraîchers. Il est aménagé pour installer le parc Sosnovka, le plus grand espace vert de Saint-Pétersbourg ; une partie des bois de pins est conservée.
Les jardins maraîchers disparaissent au XXIe siècle à cause de l'urbanisation.

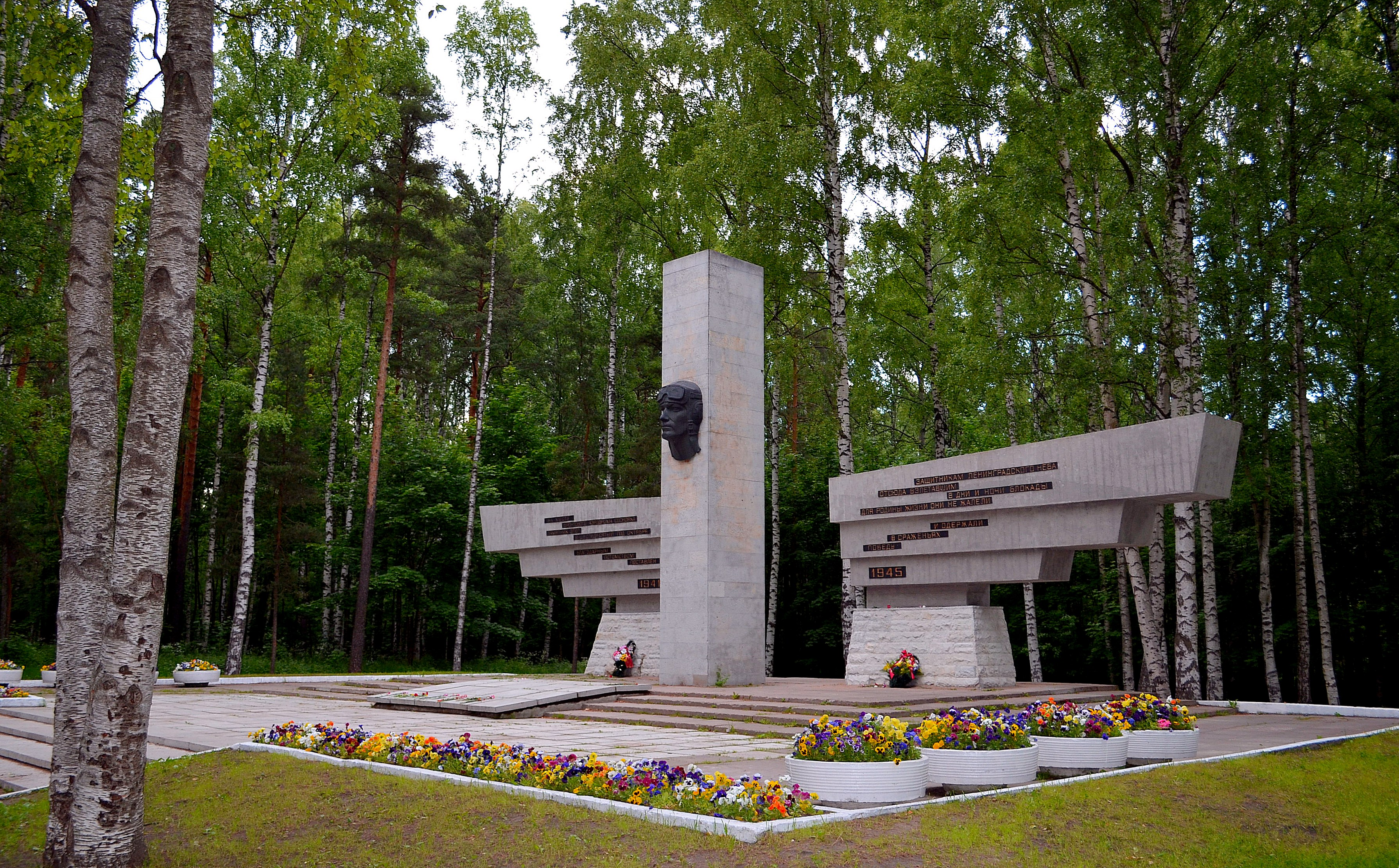
Monument commémoratif de la base aérienne de 1942-1945.

## Équipements
La principale infrastructure de transport utilisée par les habitants, la station de métro Ozerki, se trouve hors des limites de l'okroug.
Sosnovkoïe a 12 crèches, 6 écoles et plusieurs établissements médicaux.